# Four (One Direction)
Four is het vierde studioalbum van de Engels-Ierse boyband One Direction. Van het album werden er twee singles uit gebracht; Steal My Girl en Night Changes. Dit is het laatste studioalbum van One Direction voordat Zayn Malik de band op 25 maart 2015 verliet.
Het album werd van februari tot oktober 2015 gepromoot tijdens de wereldwijde On the Road Again Tour. De tournee bracht 208 miljoen dollar op, er werden 2.3 miljoen tickets verkocht.

## Tracklist
| Nr.                         | Titel                     | Schrijver(s)                                                                     | Producer(s)                            | Lengte                  |
| Four - Standaard versie     | Four - Standaard versie   | Four - Standaard versie                                                          | Four - Standaard versie                | Four - Standaard versie |
| --------------------------- | ------------------------- | -------------------------------------------------------------------------------- | -------------------------------------- | ----------------------- |
| 1                           | Steal My Girl             | Louis Tomlinson, Liam Payne, Wayne Hector, Julian Bunetta, Ed Drewett, John Ryan | Bunetta, Pär Westerlund, Ryan          | 3:48                    |
| 2                           | Ready to Run              | Tomlinson, Payne, Jamie Scott, Bunetta, Ryan                                     | Bunetta, Ryan                          | 3:16                    |
| 3                           | Where Do Broken Hearts Go | Harry Styles, Bunetta, Ruth-Anne Cunningham, Theodore Geiger, Ali Tamposi        | Bunetta, Pär, Westerlund, Teddy Geiger | 3:49                    |
| 4                           | 18                        | Edward Sheeran, Oliver Frank                                                     | Steve Robson, Matt Rad, Sam Miller     | 4:08                    |
| 5                           | Girl Almighty             | Bunetta, Ryan, S. Pages Mehner                                                   | Bunetta, Ryan, Alexander Oriet         | 3:21                    |
| 6                           | Fool's Gold               | Scott, Maureen McDonald, Niall Horan, Zayn Malik, Styles, Tomlinson, Payne       | Rad, Scott, Miller                     | 3:31                    |
| 7                           | Night Changes             | Scott, Bunetta, Ryan, Horan, Malik, Styles, Payne, Tomlinson                     | Bunetta, Ryan                          | 3:46                    |
| 8                           | No Control                | Tomlinson, Cunningham, Scott, Payne, Bunetta, Ryan                               | Bunetta, Ian Franzino, Ryan, Afterhrs  | 3:19                    |
| 9                           | Fireproof                 | Payne, Tomlinson, Ryan, Scott, Bunetta                                           | Bunetta, Ryan, Ben "Bengineer" Chang   | 2:54                    |
| 10                          | Spaces                    | Tomlinson, Payne, Scott, Bunetta, Ryan                                           | Bunetta, Afterhrs, Ryan                | 3:09                    |
| 11                          | Stockholm Syndrome        | Styles, Bunetta, Ryan, Johan Carlsson                                            | Bunetta, Ryan                          | 3:34                    |
| 12                          | Clouds                    | Tomlinson, Payne, Malik, Scott, Bunetta, Ryan                                    | Bunetta, Ryan                          | 3:51                    |
| Four - The Ultimate Edition |                           |                                                                                  |                                        |                         |
| 13                          | Change Your Ticket        | Payne, Tomlinson, Horan, Malik, Styles, Sam Martin, Bunetta, Ryan                | Bunetta, Afterhrs                      | 4:26                    |
| 14                          | Illusion                  | Payne, Scott, Bunetta, Ryan                                                      | Bunetta, Ryan                          | 3:14                    |
| 15                          | Once in a Lifetime        | Scott, Bunetta, Ryan                                                             | Bunetta, Ryan                          | 2:38                    |
| 16                          | Act My Age                | Bunetta, Drewett, Ryan                                                           | Bunetta, Ryan                          | 3:18                    |